# Echiodon anchipterus
Echiodon anchipterus är en fiskart som beskrevs av Williams, 1984. Echiodon anchipterus ingår i släktet Echiodon och familjen nålfiskar. Inga underarter finns listade i Catalogue of Life.